# Färbertraube

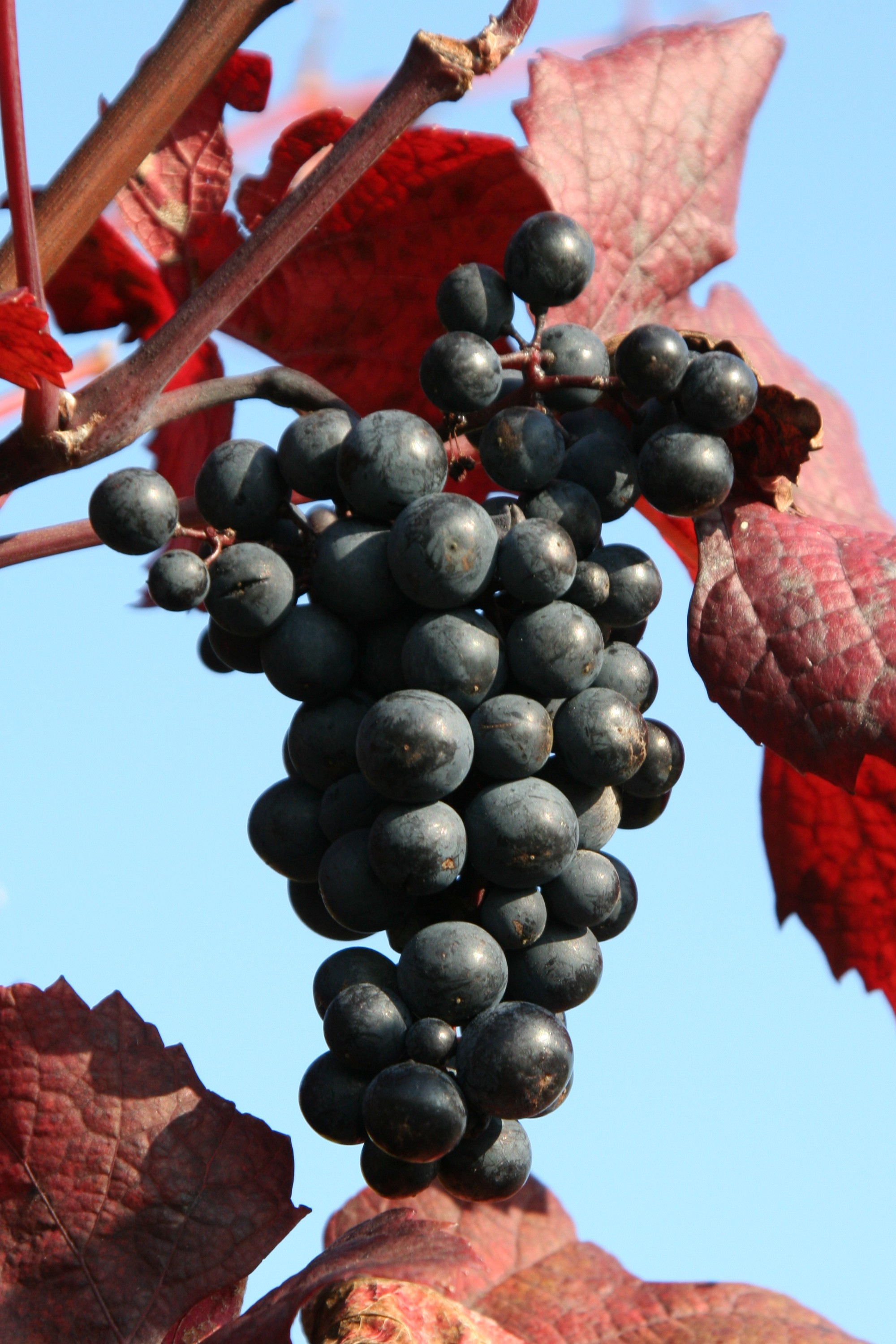
Die Rebsorte Kolor

Als Färbertrauben oder Teinturier (franz.) bezeichnet man eine Gruppe von Rebsorten (Decksorten), aus denen überwiegend Deckweine zum Verschneiden mit pigmentarmen hellen Rotweinsorten hergestellt werden. Der daraus hergestellte Verschnittwein heißt Färberwein. Der Anteil dieser Rebsorten macht in den Weinen, bei denen sie zur Anwendung kommen, in der Regel weniger als 5 Prozent aus. Reinsortige Weine werden aus diesen Rebsorten nur in wenigen Fällen gewonnen, und sie belegen dadurch meist auch nur geringe Rebflächen.
Die Färbertrauben verfügen nicht nur über eine blauschwarze Haut, sondern auch über dunkelrotes Fruchtfleisch, so dass auch im Saft ein erheblicher Anteil roter Farbpigmente vorhanden ist, was den daraus gekelterten Wein besonders farbkräftig macht. Die Farbpigmente sind im gesamten Pflanzengewebe vorhanden. Dadurch färben sich auch die Blätter relativ früh rot. Aus Färbersorten lässt sich somit durch sofortiges Abkeltern kein heller Most keltern und damit kein Weißherbst bereiten.
An der Loire wurde die Rebsorte Teinturier du Cher schon im 17. Jahrhundert zum Färben von blassen Rotweinen verwendet. Richtig populär wurde das Färben aber erst im 19. Jahrhundert. Louis Bouschet gelang 1824 erstmals eine Kreuzung aus Aramon und Teinturier du Cher und schaffte damit die Rebsorte Petit Bouschet. Sein Sohn Henry Bouschet entwickelte aus Petit Bouschet × Grenache die Neuzüchtung Alicante Henri Bouschet. Sie entwickelte sich zu einer der wirtschaftlich erfolgreichsten Färbertrauben weltweit.
Deutsche Neuzüchtungen unter den Färbertrauben sind Dunkelfelder, Deckrot, Dakapo, Palas oder Kolor. Selten werden die Deckrotweinsorten als sortenreiner Rotwein ausgebaut. Auch der Dornfelder wurde ursprünglich als Farbspender für helle Rotweine gezüchtet, konnte sich im Rotweinboom Deutschlands ab den späten 1990er-Jahren aber als reinsortiger Qualitätswein durchsetzen. Dornfelder hat jedoch helles Beerenfleisch, ist daher keine Färbersorte im eigentlichen Sinne. Die Beerenhaut hat aber viele rote und violette Farbstoffe eingelagert, daher werden die Rotweine besonders dunkel. Gleiches gilt für die Rebsorte Regent.
Weit verbreitete Rebsorten für französische Deckweine sind zum Beispiel die Gamay Teinturier Sorten Gamay de Bouze, Gamay de Chaudenay und Gamay Fréaux sowie Cinsaut. In Spanien sind es Alicante Bouschet und Alicante Ganzin. Die bekannteste italienische Decksorte ist der toskanische Colorino, neben Ancellotta. In Österreich kommt häufig Blauburger zur Verwendung. In Russland wird Saperavi weit verwendet und in Kalifornien spielt Rubired eine größere Rolle.